# Góry (województwo kujawsko-pomorskie)
Góry – wieś w Polsce położona w województwie kujawsko-pomorskim, w powiecie inowrocławskim, w gminie Janikowo.
W latach 1975–1998 miejscowość administracyjnie należała do województwa bydgoskiego.

## Media
Góry swoim zasięgiem obejmują media ze stolicy gminy.
- Portal miejski i gminny ejanikowo.pl[4]
- Lokalna telewizja kablowa JanSat